# Ольга Гонсалвіш
О́льга Тейше́йра Гонса́лвіш (порт. Olga Teixeira Gonçalves; *1929, Луанда — 3 квітня 2004, Лісабон) — португальська поетеса, письменниця та перекладачка.  

## З життя і творчості
Народилася в Луанді (Ангола). 
Коли був опублікований її дебютний роман «Floresta em Bremerhaven («Ліс у Бремерхафен»), він отримав високу оцінку літературних критиків. За дослідження імміграції португальців до Західної Європи книга здобула премію Рікардо Малейруша (Ricardo Malheiros). Ще один роман письменниці O Emigrante là-bas написано на подібну тему. 
О. Гонсалвіш є також авторкою декількох поетичних збірок.